# Cliff Couser
Cliff Couser (* 18. Mai 1971 in St. Louis, Missouri) ist ein US-amerikanischer Schwergewichtsboxer. Seine Spitznamen sind „Twin Tyson“ und „The Black Bull“.

## Profikarriere
Cliff Couser ist nur 1,80 m groß und hat eine auffallend ähnliche Statur wie Mike Tyson, was seinen Spitznamen „Twin Tyson“ erklärt. Er hat auch eine gute, wenn auch nicht derjenigen Tysons ebenbürtige Schlagkraft. Dennoch musste er viele Niederlagen hinnehmen; seine Schnelligkeit und Boxtechnik sind nicht mit der Tysons zu vergleichen.
Couser begann seine Profilaufbahn 1993 in der Schwergewichtsklasse. Nach anfänglichen Erfolgen kamen schon früh die ersten Rückschläge, er wurde mehrfach von mittelmäßigen Gegnern ausgepunktet. Im Jahr 2000 trat er gegen Clifford Etienne an und ging erstmals in seiner Karriere K.O. Aber Couser konnte auch gegen namhafte Boxer Siege verbuchen: So gelang ihm 1996 ein KO-Sieg gegen James Tillis, den ersten Boxer, der mit Mike Tyson über die Runden gegangen war. Einer seiner besten Kämpfe war der gegen Jorge Luis González (ehemaliger WM-Gegner von Riddick Bowe), den er in nur drei Runden ausknockte. Kurz darauf folgten aber weitere Niederlagen gegen Lance Whitaker und Wolodymyr Wirtschis sowie ein No Contest gegen Andrew Greeley.
Am 9. Dezember 2006 boxte er in Hollywood gegen den Ex-Weltmeister Michael Moorer. Moorer, der zum Zeitpunkt des Kampfes seit genau zwei Jahren nicht mehr geboxt hatte und zudem mit 39 Jahren der Ältere war, wurde von einigen Kritikern als Außenseiter gesehen. Couser ließ sich im Kampf Zeit, hatte zwar ein paar gute Attacken, ging aber dann bereits in der ersten Runde K.O.
Anschließend folgte eine weitere vorzeitige Niederlage gegen Rob Calloway.
Am 7. Juli 2007 kam dann der bisherige Höhepunkt in Cousers Karriere: Er schlug den klar favorisierten Monte Barrett (ehemaliger WM-Gegner von Hasim Rahman und Nikolai Walujew) in der 2. Runde KO. Es war der früheste Knockout in Barretts Karriere.
Am 27.9. verlor Couser dann jedoch gegen Tony Thompson seinerseits in Runde 2.